# Mistrzostwa Mołdawii w piłce siatkowej mężczyzn (2021/2022)
Mistrzostwa Mołdawii w piłce siatkowej mężczyzn 2021/2022 (rum. Campionatul Moldovei la volei masculin 2021/2022) – 30. sezon rozgrywek o mistrzostwo Mołdawii w piłce siatkowej zorganizowany przez Mołdawski Związek Piłki Siatkowej (Federația de Volei din Republica Moldova, FVRM). Zainaugurowany został 18 grudnia 2021 roku i trwał do 23 kwietnia 2022 roku.
W mistrzostwach Mołdawii w sezonie 2021/2022 uczestniczyło 5 drużyn. W porównaniu z poprzednim sezonem z rozgrywek wycofał się klub Dinamo MAI Kiszyniów.
Rozgrywki składały się z fazy zasadniczej oraz fazy play-off. W fazie zasadniczej drużyny rozegrały między sobą po dwa spotkania. Faza play-off obejmowała półfinały, mecze o 3. miejsce i finały.
Po raz drugi mistrzem Mołdawii został klub USM Kiszyniów, który w finałach fazy play-off pokonał SKA Bendery. Trzecie miejsce zajął klub DOR-UTM Kiszyniów.
W sezonie 2021/2022 żaden mołdawski klub nie występował w europejskich pucharach.

## System rozgrywek
Mistrzostwa Mołdawii w sezonie 2021/2022 składały się z fazy zasadniczej oraz fazy play-off.
W fazie zasadniczej pięć drużyn rozegrało między sobą po dwa spotkania systemem kołowym (mecz u siebie i rewanż na wyjeździe). Cztery najlepsze zespoły awansowały do fazy play-off.
Faza play-off składała się z półfinałów, meczów o 3. miejsce oraz finałów. Pary półfinałowe powstały na podstawie miejsc zajętych przez poszczególne drużyny w fazie zasadniczej według klucza: 1-4; 2-3. Rywalizacja w parach toczyła się do dwóch zwycięstw ze zmianą gospodarza po każdym meczu. Gospodarzem pierwszego spotkania była drużyna, która w fazie zasadniczej zajęła wyższe miejsce.
Przegrani w parach półfinałowych walczyli o 3. miejsce na zasadach analogicznych jak w półfinałach.
Zwycięzcy półfinałów natomiast walczyli o mistrzostwo Mołdawii w serii do trzech zwycięstw. Gospodarzem dwóch pierwszych meczów oraz potencjalnego piątego spotkania była drużyna, która w fazie zasadniczej zajęła wyższe miejsce, natomiast trzeciego i czwartego meczu – ta, która w fazie zasadniczej zajęła niższe miejsce.

## Drużyny uczestniczące
| | Mistrzostwa Mołdawii 2021/2022 |   |
| --- | ------------------------------ | - |
| BEN | SKA Bendery                    | 1 |
| USM | USM Kiszyniów                  | 2 |
| SPE | Speranța-Găgăuzia Vulcănești   | 4 |
| DOR | DOR-UTM Kiszyniów              | 5 |
| DNT | Dinamo Tyraspol                | 6 |
| Oznaczenia: - kolumna pierwsza – skróty nazw drużyn wpisane na mapie (jeśli ta została zamieszczona), - kolumna trzecia – miejsce zajęte przez daną drużynę w poprzednim sezonie. |                                |   |

## Faza zasadnicza

### Tabela wyników
| Gospodarz \ Gość1            | BEN | USM | DOR | SPE | DNT |
| ---------------------------- | --- | --- | --- | --- | --- |
| SKA Bendery                  | -   | 3:2 | 3:0 | 3:0 | 3:0 |
| USM Kiszyniów                | 0:3 | -   | 2:3 | 3:2 | 3:1 |
| DOR-UTM Kiszyniów            | 0:3 | 2:3 | -   | 2:3 | 3:1 |
| Speranța-Găgăuzia Vulcănești | 0:3 | 3:2 | 3:0 | -   | 3:0 |
| Dinamo Tyraspol              | 1:3 | 2:3 | 1:3 | 2:3 | -   |

Źródło: 
1 Drużyna gospodarzy jest wymieniona po lewej stronie tabeli.
Kolory:
  zwycięstwo gospodarzy 3:0 lub 3:1
  zwycięstwo gospodarzy 3:2
  zwycięstwo gości 3:0 lub 3:1
  zwycięstwo gości 3:2

### Tabela
| Lp. | Drużyna                      | Pkt | Mecze | Mecze | Mecze | Rodzaj wyniku | Rodzaj wyniku | Rodzaj wyniku | Rodzaj wyniku | Rodzaj wyniku | Rodzaj wyniku | Sety | Sety | Sety  |
| Lp. | Drużyna                      | Pkt | M     | W     | P     | 3:0           | 3:1           | 3:2           | 2:3           | 1:3           | 0:3           | wyg. | prz. | stos. |
| --- | ---------------------------- | --- | ----- | ----- | ----- | ------------- | ------------- | ------------- | ------------- | ------------- | ------------- | ---- | ---- | ----- |
| 1   | SKA Bendery                  | 23  | 8     | 8     | 0     | 6             | 1             | 1             | 0             | 0             | 0             | 24   | 3    | 8     |
| 2   | Speranța-Găgăuzia Vulcănești | 13  | 8     | 5     | 3     | 2             | 0             | 3             | 1             | 0             | 2             | 17   | 15   | 1.13  |
| 3   | USM Kiszyniów                | 12  | 8     | 4     | 4     | 0             | 1             | 3             | 3             | 0             | 1             | 18   | 19   | 0.95  |
| 4   | DOR-UTM Kiszyniów            | 10  | 8     | 3     | 5     | 0             | 2             | 1             | 2             | 0             | 3             | 13   | 19   | 0.68  |
| 5   | Dinamo Tyraspol              | 2   | 8     | 0     | 8     | 0             | 0             | 0             | 2             | 4             | 2             | 8    | 24   | 0.33  |

Źródło: 
Punktacja: 3:0 i 3:1 – 3 pkt; 3:2 – 2 pkt; 2:3 – 1 pkt; 1:3 i 0:3 – 0 pkt
Zasady ustalania kolejności: 1. liczba punktów; 2. liczba zwycięstw; 3. stosunek setów; 4. stosunek małych punktów
     Faza play-off

## Faza play-off

### Drabinka
|  |           |                              |                              |                              |                   |   |   |             |        |        |        |        |        |        |
|  | Półfinały | Półfinały                    | Półfinały                    | Półfinały                    | Półfinały         |   |   | Finały      | Finały | Finały | Finały | Finały | Finały | Finały |
|  | Półfinały | Półfinały                    | Półfinały                    | Półfinały                    | Półfinały         |   |   | Finały      | Finały | Finały | Finały | Finały | Finały | Finały |
|  |           |                              |                              |                              |                   |   |   |             |        |        |        |        |        |        |
|  |           |                              |                              |                              |                   |   |   |             |        |        |        |        |        |        |
|  | 1         | SKA Bendery                  | 3                            | 3                            |                   |   |   |             |        |        |        |        |        |        |
|  | 1         | SKA Bendery                  | 3                            | 3                            |                   |   |   |             |        |        |        |        |        |        |
|  | 4         | DOR-UTM Kiszyniów            | 0                            | 1                            |                   |   |   |             |        |        |        |        |        |        |
|  | 4         | DOR-UTM Kiszyniów            | 0                            | 1                            |                   |   | 1 | SKA Bendery | 1      | 3      | ?      | 2      |        |        |
|  |           |                              |                              |                              |                   |   | 1 | SKA Bendery | 1      | 3      | ?      | 2      |        |        |
|  |           |                              | 3                            | USM Kiszyniów                | 3                 | 1 | 3 | 3           |        |        |        |        |        |        |
|  | 2         | Speranța-Găgăuzia Vulcănești | 3                            | USM Kiszyniów                | 3                 | 1 | 3 | 3           | 1      | 0      |        |        |        |        |
|  | 2         | Speranța-Găgăuzia Vulcănești |                              |                              |                   |   |   |             |        |        |        |        |        |        |
|  | 3         | USM Kiszyniów                | 3                            | 3                            |                   |   |   |             |        |        |        |        |        |        |
|  | 3         | USM Kiszyniów                | 3                            | 3                            | Mecz o 3. miejsce |   |   |             |        |        |        |        |        |        |
|  |           |                              |                              |                              |                   |   |   |             |        |        |        |        |        |        |
|  |           |                              |                              |                              |                   |   |   |             |        |        |        |        |        |        |
|  |           |                              |                              |                              |                   |   |   |             |        |        |        |        |        |        |
|  | 2         | Speranța-Găgăuzia Vulcănești | Speranța-Găgăuzia Vulcănești | Speranța-Găgăuzia Vulcănești | 3                 | 2 | ? |             |        |        |        |        |        |        |
|  | 2         | Speranța-Găgăuzia Vulcănești | Speranța-Găgăuzia Vulcănești | Speranța-Găgăuzia Vulcănești | 3                 | 2 | ? |             |        |        |        |        |        |        |
|  | 4         | DOR-UTM Kiszyniów            | DOR-UTM Kiszyniów            | DOR-UTM Kiszyniów            | 0                 | 3 | 3 |             |        |        |        |        |        |        |
|  | 4         | DOR-UTM Kiszyniów            | DOR-UTM Kiszyniów            | DOR-UTM Kiszyniów            | 0                 | 3 | 3 |             |        |        |        |        |        |        |

### Półfinały
(do dwóch zwycięstw)
| Data                             | Godz.                            | Gospodarz                        | Rezultat                         | Gość                         |
| -------------------------------- | -------------------------------- | -------------------------------- | -------------------------------- | ---------------------------- |
| SKA Bendery (1)                  | SKA Bendery (1)                  | SKA Bendery (1)                  | 2 – 0                            | (4) DOR-UTM Kiszyniów        |
| 13.03.2022                       | 14:00                            | SKA Bendery                      | 3:0                              | DOR-UTM Kiszyniów            |
|                                  |                                  | DOR-UTM Kiszyniów                | 1:3                              | SKA Bendery                  |
| Speranța-Găgăuzia Vulcănești (2) | Speranța-Găgăuzia Vulcănești (2) | Speranța-Găgăuzia Vulcănești (2) | 0 – 2                            | (3) USM Kiszyniów            |
| 13.03.2022                       |                                  | Speranța-Găgăuzia Vulcănești     | 1:3 (20:25, 19:25, 25:21, 25:27) | USM Kiszyniów                |
| 20.03.2022                       |                                  | USM Kiszyniów                    | 3:0 (25:20, 25:22, 25:20)        | Speranța-Găgăuzia Vulcănești |

### Mecz o 3. miejsce
(do dwóch zwycięstw)
| Data                             | Godz.                            | Gospodarz                        | Rezultat                                 | Gość                         |
| -------------------------------- | -------------------------------- | -------------------------------- | ---------------------------------------- | ---------------------------- |
| Speranța-Găgăuzia Vulcănești (2) | Speranța-Găgăuzia Vulcănești (2) | Speranța-Găgăuzia Vulcănești (2) | 1 – 2                                    | (4) DOR-UTM Kiszyniów        |
| 03.04.2022                       | 13:00                            | Speranța-Găgăuzia Vulcănești     | 3:0 (25:23, 26:24, 26:24)                | DOR-UTM Kiszyniów            |
| 10.04.2022                       | 15:45                            | DOR-UTM Kiszyniów                | 3:2 (22:25, 25:23, 24:26, 26: 24, 15:13) | Speranța-Găgăuzia Vulcănești |
|                                  |                                  | Speranța-Găgăuzia Vulcănești     | ?:3                                      | DOR-UTM Kiszyniów            |

### Finały
(do trzech zwycięstw)
| Data            | Godz.           | Gospodarz       | Rezultat                               | Gość              |
| --------------- | --------------- | --------------- | -------------------------------------- | ----------------- |
| SKA Bendery (1) | SKA Bendery (1) | SKA Bendery (1) | 1 – 3                                  | (3) USM Kiszyniów |
| 03.04.2022      | 13:00           | SKA Bendery     | 1:3                                    | USM Kiszyniów     |
| 11.04.2022      |                 | SKA Bendery     | 3:1                                    | USM Kiszyniów     |
|                 |                 | USM Kiszyniów   | 3:?                                    | SKA Bendery       |
| 23.04.2022      | 11:00           | USM Kiszyniów   | 3:2 (26:24, 19:25, 26:28, 25:23, 15:5) | SKA Bendery       |

## Klasyfikacja końcowa
| Lp. | Drużyna                      |
| --- | ---------------------------- |
| 1.  | USM Kiszyniów                |
| 2.  | SKA Bendery                  |
| 3.  | DOR-UTM Kiszyniów            |
| 4.  | Speranța-Găgăuzia Vulcănești |
| 5.  | Dinamo Tyraspol              |